# San Tommaso in Parione (titre cardinalice)
Le titre cardinalice de « San Tommaso in Parione » a été créé le 6 juillet 1517 par le pape Léon X, à la suite consistoire du 1er juillet précédent, lequel avait considérablement augmenté le nombre de cardinaux.
L'église San Tommaso in Parione étant délabrée, le titre fut supprimé, le 18 décembre 1937 par la constitution apostolique Quum S. Thomae en Parione du pape Pie IX, et transféré à Santa Maria in Vallicella.

## Titulaires
- Lorenzo Campeggio (1518-1519)
  - Vacant (1519-1529)
- Girolamo Doria (1529-1555)
- Louis de Lorraine (1555-1578)
- Girolamo Bernerio, O.P. (1587-1589)
  - Vacant (1589-1597)
- Francesco Mantica (1597-1602)
- Innocenzo del Bufalo (1604-1605)
- Carlo Gaudenzio Madruzzo (1605-1616)
- Pietro Campori (1616-1642)
- Gregorio Barbarigo (1660-1677)
  - Vacant (1677-1690)
- Bandino Panciatici (1690-1691)
  - Vacant (1691-1716)
- Innico Caracciolo (1716-1730)
- Giuseppe Firrao le Vieux (1731-1740)
  - Vacant (1740-1746)
- Giovanni Battista Barni (1746-1754)
- Paul d'Albert de Luynes (1758-1788)
  - Vacant (1788-1801)
- Giulio Gabrielli le Jeune (1801-1819)
  - Vacant (1819-1831)
- Pedro Inguanzo Rivero (1831-1836)
  - Vacant (1836-1863)
- Jean-Baptiste-François Pitra, O.S.B. (1863-1867)
- Francisco de Paula Benavides y Navarrete (1877-1879)
- Gaetano Aloisi Masella (1887-1893)
- Giuseppe Guarino (1893-1897)
  - Vacant (1897-1903)
- Johannes Baptist Katschthaler (1903-1914)
  - Vacant (1914-1937)
- Titre supprimé en 1937

## Source
- (it) Cet article est partiellement ou en totalité issu de l’article de Wikipédia en italien intitulé « San Tommaso in Parione (titolo cardinalizio) » (voir la liste des auteurs).